# 五月橋 (木曽川)
五月橋（さつきばし）は、岐阜県加茂郡八百津町と瑞浪市の間の木曽川に架かる橋である。
丸山ダムの上流、約10kmにある深沢峡に架かる吊橋。

## 概要
岐阜県道352号大西瑞浪線の橋である。開通当初は自動車の通行も可能であったが、1982年（昭和57年）の集中豪雨のため県道及び国道418号が被災し、通行止めとなる。この地域は落石多発地帯ということもあり、復旧も困難であることから、2024年現在でも災害による通行止めの状態が続いている。
橋床は鉄製の金網のみで歩行者のみ通行可能な状態であったが、新丸山ダムの建設に伴い架け替えが計画されており、2024年現在工事により歩行者の通行も禁止されている。

### 主要諸元
- 形式：鋼構吊橋・鋼鈑桁橋[1]
- 供用：1954年（昭和29年）[1]
- 延長：123.2m[1]
- 幅員：3.6m [1]（歩行可能な部分は1.5m）
- 区間：岐阜県加茂郡八百津町潮見 - 岐阜県瑞浪市日吉町